# Lilla Slätgrund
Lilla Slätgrund är en ö i Finland. Den ligger i Norra kvarken och i kommunen Korsholm i den ekonomiska regionen  Vasa i landskapet Österbotten, i den västra delen av landet. Ön ligger omkring 15 kilometer väster om Vasa och omkring 380 kilometer nordväst om Helsingfors.
Öns area är 2,1 hektar och dess största längd är 210 meter i sydöst-nordvästlig riktning.